# Дайсон, Трейси
Тре́йси Э́ллен Ко́лдуэлл Да́йсон (англ. Tracy Ellen Caldwell Dyson; род. 14 августа 1969, Аркейдия, Калифорния, США) — астронавт НАСА. 458-й космонавт мира и 290-й астронавт США. Совершила два космических полёта в 2007 и 2010 годах. В качестве бортинженера основного экипажа космического корабля «Союз МС-25» стартовала 23 марта 2024 года к Международной космической станции.

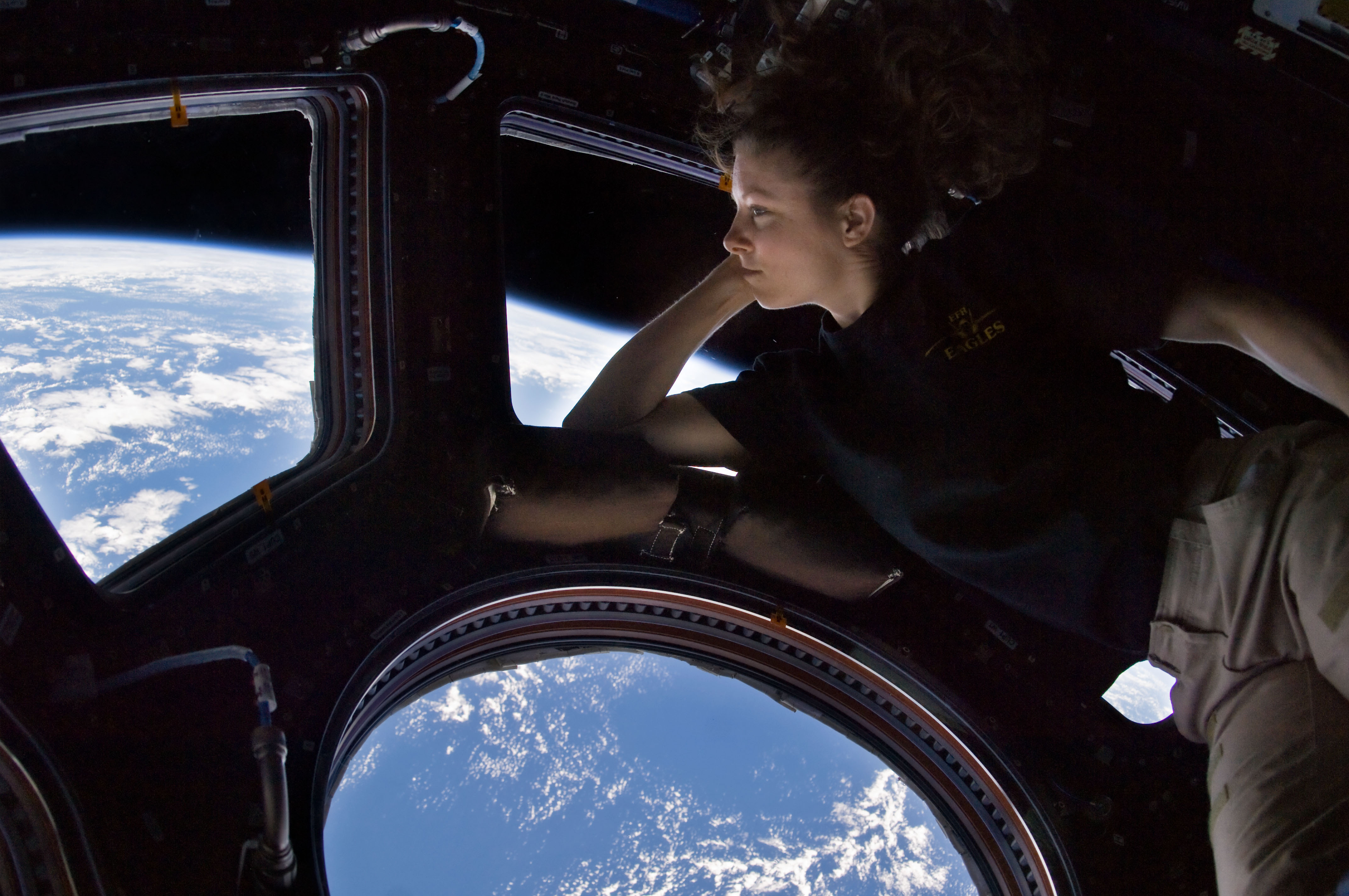
Автопортрет Трейси Колдуэлл возле иллюминатора модуля «Купол» Международной космической станции во время пребывания в составе 24-го экипажа

## Образование
- 1987 — окончила среднюю школу города Бомонта (англ. Beaumont High School).
- 1993 — окончив Университет штата Калифорния в городе Фуллертоне (англ. California State University, Fullerton), получила степень бакалавра наук в области химии.
- 1997 — окончив филиал Калифорнийского университета в городе Дейвис (англ. University of California, Davis), стала доктором (PhD) в области химии.

## Профессиональная деятельность
- Во время учёбы в Фуллертоне Трейси занималась разработкой и проектированием различного оборудования, электронных блоков для приборов, используемых в исследовании химического состава атмосферы.
- с 1997 года, после окончания университета, работала в другом филиале Калифорнийского университета в городе Ирвайн (англ. University of California, Irvine), где занималась научными работами в области химии атмосферы.

## Карьера в НАСА
- 4 июня 1998 года была зачислена кандидатом в астронавты НАСА 17-го набора.
- в августе 1999 года, по окончании курса ОКП, получив квалификацию специалист полёта, была назначена в Отдел астронавтов НАСА.
- в 2000 году была астронавтом поддержки для членов экипажа экспедиции МКС-5, кроме того во время работы экипажей 4-й, 5-й и 6-й экспедиций МКС была оператором связи в центре управления полётами.
- в 2003 году переведена в отделение эксплуатации шаттлов.
- 17 мая 2006 года получила назначение в качестве специалиста полёта (MS1) в экипаж шаттла STS-118.
- 21 ноября 2008 года Трейси получила назначение в основной экипаж 23-й экспедиции на МКС.
- в 2022 году была включена бортинженером-2 в состав дублирующего экипажа транспортного космического корабля «Союз МС-23» и основного экипажа «Союз МС-24»[1]. В 2023 году, в связи с аварией в системе терморегулирования ТПК «Союз МС-22» и запуском ТПК «Союз МС-23» в беспилотном варианте, его основной и дублирующие экипажи были назначены для полёта на ТПК «Союз МС-24»[2]. 29 мая 2023 года Роскосмос объявил основной экипаж 21-й экспедиции посещения на корабле «Союз МС-25», в который вошли: космонавт Роскосмоса Олег Новицкий (командир корабля), астронавт НАСА Трейси Дайсон (бортинженер) и гражданка Республики Беларусь в качестве специалиста полёта. Запуск на МКС был запланирован в 13 марта, позже перенесён на 21 марта, а затем на 23 марта 2024 года[3].

### Космические полёты
- С 8 августа по 19 августа 2007 года совершила свой первый космический полёт в качестве специалиста полёта в составе экипажа миссии Индевор STS-118. Стала 458-м человеком и 290-м астронавтом США в космосе. Продолжительность полёта составила 12 суток 17 часов 55 минут и 34 секунды.
- 2 апреля 2010 года стартовала[4] к МКС[5] на корабле Союз ТМА-18. Она вошла в состав долговременных экипажей МКС-23 и МКС-24. 25 сентября того же года, Дайсон с другими членами экипажа вернулась на Землю на корабле «Союз ТМА-18». Продолжительность полёта составила более 176 суток[6].

Общая продолжительность двух космических полётов составила 188 суток 19 часов 13 минут.
- 23 марта 2024 года стартовала[8][9][10] на корабле «Союз МС-25» к МКС в качестве бортинженера корабля. Участница долговременной экспедиции МКС-70/МКС-71 до сентября 2024 года, приземлится на корабле «Союз МС-25» вместе с российскими космонавтами Олегом Кононенко и Николаем Чубом, после их годового пребывания на станции[11].

### После полётов
21 марта 2017 года Дайсон вместе с астронавтом Кристофером Кэссиди участвовала в церемонии подписания президентом Дональдом Трампом билля с бюджетом НАСА, предусматривающим не только поддержку МКС, но и работы по подготовке пилотируемой экспедиции к Марсу. Во время церемонии астронавты подарили Трампу официальную лётную куртку НАСА.

## Награды
- Медаль «За космический полёт» (2007 год и 2010 год)
- Медаль «За выдающуюся службу» (2010 год)
- Медаль «За заслуги в освоении космоса» (Россия, 12 апреля 2011 года) — за большой вклад в развитие международного сотрудничества в области пилотируемой космонавтики[13]

## Личная жизнь
Состоит в браке. Увлечения: бег, силовые тренировки, походы, софтбол, баскетбол, ремонт автомобиля, времяпрепровождение с семьёй и собакой.

## Интересные факты
Доктор Дайсон является вокалисткой рок-группы Max Q, в которой участвуют только астронавты.
Дайсон консультировала Джессику Честейн во время подготовки к съёмкам фильма «Марсианин». Честейн сказала, что Колдуэлл-Дайсон её вдохновляет.